# 892

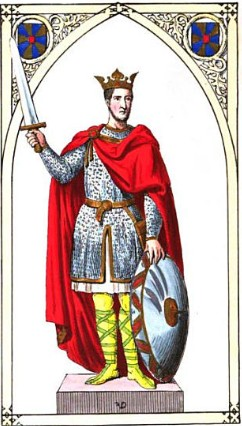
Boudewijn II van Vlaanderen

Het jaar 892 is het 92e jaar in de 9e eeuw volgens de christelijke jaartelling.

## Gebeurtenissen

### Brittannië
- Een Deens Viking leger met 250 schepen arriveert bij de versterkte nederzetting Lympne (Kent). Een ondersteunende vloot (80 schepen) onder aanvoering van Hastein gaat bij Swale aan land.[1]

### Europa
- 30 april - Guido III, keizer van het Heilige Roomse Rijk, laat zijn zoon Lambert door paus Formosus tot medekeizer kronen. Hierdoor weet hij zijn bestuurlijke macht in Italië verder uit te breiden.[2]
- Poppo, hertog van Thüringen, wordt door koning Arnulf van Karinthië afgezet. Een Oost-Frankisch expeditieleger (ondersteund door Magyaarse bondgenoten) valt Groot-Moravië binnen.
- Boudewijn II, graaf van Vlaanderen, breidt zijn macht uit over de gouw Terwaan. Hij richt houten versterkingen op in Ieper, Kortrijk, Brugge en Gent. (waarschijnlijke datum)
- Prvoslav en zijn broers worden door hun neef Petar Gojniković afgezet. Hij wordt met steun van het Byzantijnse Rijk erkend als de nieuwe heerser (župan) van Servië.
- Deense Vikingen voeren een plundertocht langs de rivier de Seine en verwoesten de Frankische stad Troyes.
- Muncimir (892 - 910) wordt geïnstalleerd als hertog van Dalmatisch Kroatië.

## Geboren
- Aidi, keizer van het Chinese Keizerrijk (overleden 908)
- Saadia Gaon, Egyptisch joods filosoof (overleden 942)

## Overleden
- Tirmidhi (68), Perzisch hadithverzamelaar